# Big Swan Stadium
Big Swan Stadium, Denka Big Swan Stadium (jap. デンカビッグスワンスタジアム Denka Biggu Suwan Sutajiamu) – wielofunkcyjny stadion sportowy znajdujący się w japońskim mieście Niigata. Na co dzień mecze na tym obiekcie rozgrywane są przez drużynę Albirex Niigata.

## Historia
Rozegrano tu trzy mecze Mistrzostw Świata 2002:
Mecze fazy grupowej:
- 1 czerwca:  Irlandia 1 : 1 Kamerun
- 3 czerwca:  Chorwacja 0 : 1 Meksyk

Mecz 1/8 finału:
- 15 czerwca:  Dania 0 : 3 Anglia